# Adorján Attila
Adorján Attila (Csíkszereda, 1996. november 26. –) romániai magyar jégkorongozó, kapus.

## Élete
A korosztályos román jégkorong-válogatott tagjaként ott volt Brassóban a 2013-as téli európai ifjúsági olimpiai fesztiválon, ahol a hatodik helyen zártak. Nem sokkal később a tallinni U18-as jégkorong világbajnokságon már bronzérmes lett a román csapattal. A DVTK Jegesmedvék csapatával kétszer szerzett MOL Liga bajnoki címet, és Divízió II-es Világbajnoki címet a román U20 csapat kapusaként.